# Armando Bó
Armando Bó (Buenos Aires, 3 de mayo de 1914- Buenos Aires; 8 de octubre de 1981) fue un director de cine, actor y productor de cine argentino, conocido en Iberoamérica por las películas sexploitation que realizó protagonizadas por Isabel Sarli. Sarli fue pareja de Bó durante casi toda su vida, aunque nunca se casaron.
Las escenas de desnudez en El trueno entre las hojas (1957), son las primeras de su tipo en el cine argentino. Armando Bó también se destacó como productor y actor, principalmente en la película Pelota de trapo, dirigida por Leopoldo Torres Ríos, considerada uno de los hitos del cine argentino. Es padre del actor y productor de cine Víctor Bó, y abuelo del director y guionista Armando Bó Jr.
Antes de desarrollar su carrera en la industria cinematográfica de su país, Bó jugó al básquetbol de manera competitiva en ligas amateurs y profesionales, e incluso siguió jugando durante los primeros años en los que empezó a destacarse como actor.

## Biografía
Armando Bó aprendió a jugar al básquetbol en el Sporting Club de Villa Ortúzar, y luego se destacó durante su juventud como jugador de ese deporte en el club San Lorenzo de Almagro. También jugó profesionalmente en Brasil para el Fluminense y el Tabajaras.
Se inició en el cine como actor y productor, vinculado al respetado director Leopoldo Torres Ríos y al cine orientado a los temas del fútbol, como fenómeno social. En esa etapa y asociado con Elías Hadad, en 1948, se destacaron en fundar la SIFA (Sociedad Independiente Filmadora Argentina), destinando a la misma todo el capital de ambos, estimado en 40.000 pesos de entonces.
Con esa productora realizaron varias películas Pelota de trapo, dirigida por Leopoldo Torres Ríos, sobre un argumento del conocido periodista deportivo Borocotó, y protagonizada por él mismo, Semillita, el niño Toscanito (que se hizo famoso en esa película), y varios de los jugadores y personalidades más destacadas del fútbol argentino. La película fue un gran éxito, está considerada una de las más importantes de la historia del cine argentino, modelo del neorrealismo de posguerra en América Latina, y ejemplo del trabajo cinematográfico con niños. Luego siguieron muchas otras grandes películas, la mayoría protagonizadas por Isabel Sarli.
A partir de 1957, ya separado de su socio Elías Hadad, en El trueno entre las hojas, sobre un libro del escritor paraguayo Augusto Roa Bastos, Bó comenzó a trabajar con Isabel Sarli en la línea del cine erótico-popular, con dramas y comedias, pronto volviéndose el paradigma iberoamericano del género.
Gracias a sus películas junto a Sarli Bó alcanzó enorme éxito en Argentina y en Iberoamérica, y una considerable difusión en los Estados Unidos y Europa, además de cosechar fanatismo en otros cineastas, como en el caso del reconocido director estadounidense John Waters.
A causa de sus películas eróticas, Bó mantuvo permanentes conflictos con los sistemas de censura de los gobiernos argentinos (y las dictaduras militares que los interrumpieron) cuando estas eran estrenadas.

## Filmografía

### Director
- 1954: Sin familia
- 1955: Adiós, muchachos
- 1958: El trueno entre las hojas
- 1959: Sabaleros
- 1960: India
- 1960: ...Y el demonio creó a los hombres
- 1961: Favela
- 1962: La burrerita de Ypacaraí
- 1963: Pelota de cuero
- 1964: Lujuria tropical
- 1964: La leona
- 1964: La diosa impura
- 1965: La mujer del zapatero
- 1966: Días calientes
- 1966: La tentación desnuda
- 1967: La señora del Intendente
- 1968: La mujer de mi padre
- 1968: Carne
- 1969: Fuego
- 1969: Desnuda en la arena
- 1969: Éxtasis tropical
- 1972: Fiebre
- 1973: Furia infernal
- 1974: Intimidades de una cualquiera
- 1974: El sexo y el amor
- 1976: Embrujada
- 1977: Una mariposa en la noche
- 1979: El último amor en Tierra del Fuego
- 1979: Insaciable
- 1980: Una viuda descocada

### Actor
- 1939: Ambición (1939), como extra
- 1939: Chimbela
- 1939: ...Y mañana serán hombres
- 1940: Fragata Sarmiento
- 1940: Un señor mucamo
- 1940: Nosotros… los muchachos
- 1941: El más infeliz del pueblo

Armando Bó e Isabel Sarli en una foto publicitaria de Una mariposa en la noche.

- 1941: Si yo fuera rica (1941), como Mario Mármol
- 1941: Joven, viuda y estanciera
- 1941: Mamá Gloria
- 1941: Cándida millonaria
- 1942: Melodías de América
- 1942: La maestrita de los obreros
- 1942: La novela de un joven pobre
- 1942: Tú eres la paz
- 1944: Se abre el abismo (1944), como Lucio Terrada
- 1945: La cabalgata del circo
- 1945: Villa Rica del Espíritu Santo
- 1946: Los tres mosqueteros
- 1947: Si mis campos hablaran (1947), como Simón
- 1948: La caraba
- 1948: Pelota de trapo (1948), como Eduardo Díaz, alias Comeúñas
- 1949: Su última pelea
- 1950: Sacachispas
- 1950: Fangio, el demonio de las pistas
- 1950: Con el sudor de tu frente
- 1951: Mi divina pobreza
- 1953: En cuerpo y alma (1953), como Antonio Núñez
- 1953: Honrarás a tu madre
- 1953: El hijo del crack (1953), como Héctor Balazo López
- 1954: Muerte civil (1954), como Conrado Berni
- 1958: El trueno entre las hojas
- 1959: Sabaleros
- 1960: ...Y el demonio creó a los hombres
- 1962: La burrerita de Ypacaraí
- 1963: Pelota de cuero
- 1964: Lujuria tropical
- 1964: La leona
- 1964: La diosa impura (1964), como Reynoso
- 1965: La mujer del zapatero
- 1966: La tentación desnuda (1966), como José María
- 1968: La mujer de mi padre
- 1968: Fuego (1969), como Carlos
- 1969: Éxtasis tropical
- 1972: Fiebre
- 1973: Furia infernal
- 1974: Intimidades de una cualquiera
- 1974: El sexo y el amor
- 1976: Embrujada
- 1977: Una mariposa en la noche
- 1979: El último amor en Tierra del Fuego
- 1979: Insaciable

### Productor
- 1948: Pelota de trapo
- 1949: Su última pelea
- 1950: Sacachispas
- 1950: Con el sudor de tu frente
- 1950: Fangio, el demonio de las pistas
- 1951: Mi divina pobreza
- 1951: Yo soy el criminal
- 1953: En cuerpo y alma
- 1953: Honrarás a tu madre
- 1953: El hijo del crack
- 1954: La Tigra
- 1954: Días de odio
- 1954: Muerte civil
- 1955: Adiós muchachos
- 1958: Sin familia
- 1958: El trueno entre las hojas
- 1959: Sabaleros
- 1960: India
- 1960: ...Y el demonio creó a los hombres
- 1962: La burrerita de Ypacaraí
- 1963: Pelota de cuero (Historia de una pasión)
- 1964: Lujuria tropical
- 1964: La leona
- 1965: La mujer del zapatero
- 1966: Días calientes
- 1966: La tentación desnuda
- 1967: La señora del Intendente
- 1968: La mujer de mi padre
- 1968: Carne
- 1969: Desnuda en la arena
- 1971: Fuego
- 1972: Fiebre
- 1973: Furia infernal
- 1974: Intimidades de una cualquiera
- 1974: El sexo y el amor
- 1977: Una mariposa en la noche
- 1979: El último amor en Tierra del Fuego
- 1979: Insaciable
- 1980: Una viuda descocada

### Guionista
- 1959: Sabaleros
- 1960: ...Y el demonio creó a los hombres
- 1961: Favela
- 1962: La burrerita de Ypacaraí
- 1963: Pelota de cuero (Historia de una pasión)
- 1964: Lujuria tropical
- 1964: La diosa impura
- 1964: La leona
- 1965: La mujer del zapatero
- 1966: Días calientes
- 1966: La tentación desnuda
- 1967: La señora del Intendente
- 1968: La mujer de mi padre
- 1968: Carne
- 1969: Éxtasis tropical
- 1969: Desnuda en la arena
- 1971: Fuego
- 1972: Fiebre
- 1973: Furia infernal
- 1974: Intimidades de una cualquiera
- 1974: El sexo y el amor
- 1976: Embrujada
- 1977: Una mariposa en la noche
- 1979: El último amor en Tierra del Fuego
- 1979: Insaciable
- 1980: Una viuda descocada

### Bandas musicales de películas
- 1962: La burrerita de Ypacaraí
- 1963: Pelota de cuero (Historia de una pasión).
- 1964: Lujuria tropical
- 1964: La leona
- 1965: La mujer del zapatero
- 1966: La tentación desnuda
- 1967: La señora del Intendente
- 1968: La mujer de mi padre
- 1968: Carne
- 1969: Desnuda en la arena
- 1971: Fuego
- 1977: Una mariposa en la noche
- 1979: El último amor en Tierra del Fuego
- 1979: Insaciable
- 1980: Una viuda descocada